# روبرت باتلر (مؤرخ)
روبرت باتلر (بالإنجليزية: Rupert Butler)‏ هو مؤرخ بريطاني، ولد في 18 يناير 1933.